# Poule renard vipère
 (avril 2021).
Si vous disposez d'ouvrages ou d'articles de référence ou si vous connaissez des sites web de qualité traitant du thème abordé ici, merci de compléter l'article en donnant les références utiles à sa vérifiabilité et en les liant à la section « Notes et références ».
Poule renard vipère est un jeu collectif, pratiqué généralement en extérieur. Jeu habituel des cours de récréation, à partir de l'école primaire, il est organisé généralement par les professeurs d'EPS mais fait aussi partie des « classiques » de l'animation.
Le principe est le suivant : on organise les participants en trois équipes, les renards, les poules et les vipères. Le but des renards est d'attraper les poules, celui des poules de manger les vipères et les vipères doivent attraper les renards. Cela signifie que chaque équipe a à la fois une proie et un prédateur.
Les renards portent souvent des foulards ou dossards rouges ou orange, les poules sont bleues ou jaunes et les vipères sont généralement habillées de vert.
Ce jeu est connu pour faire partie des jeux paradoxaux : « Plus je gagne, plus je perds ». En effet, supposons que je fasse partie des renards. En supposant que mon équipe domine la partie, le nombre de joueurs de l'équipe des poules diminue. Ceci entraîne l'augmentation du nombre des vipères, et par suite, la partie devient plus difficile pour les renards.
Un équilibre s'instaure ainsi qui peut conduire à des parties « sans fin » ou bien par l'utilisation de « pactes » (« tu me protèges et moi je ne t'attrape pas »). Dans ce cas, il peut être utile à un moment donné de « rompre le pacte », pour gagner la partie.
Dès que quelqu'un est attrapé, il devient prisonnier et va dans le camp adverse. Il peut se faire délivrer par un joueur libre qui lui tape dans la main. Lorsqu'il y a plusieurs prisonniers, ils peuvent former une chaîne, à condition que le dernier ait encore un pied dans le camp adverse. Lorsque le premier se fait taper dans la main, toute la chaîne est délivrée.